# Piedras rúnicas de Risbyle

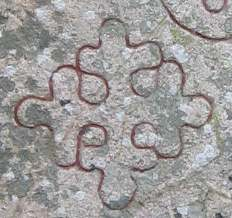
Detalle de la cruz patriarcal en U 161

Las piedras de Risbyle son dos piedras rúnicas encontradas cerca de la orilla occidental del lago Vallentunasjön, en Uppland, Suecia, fechadas en la Era vikinga.

## Descripción

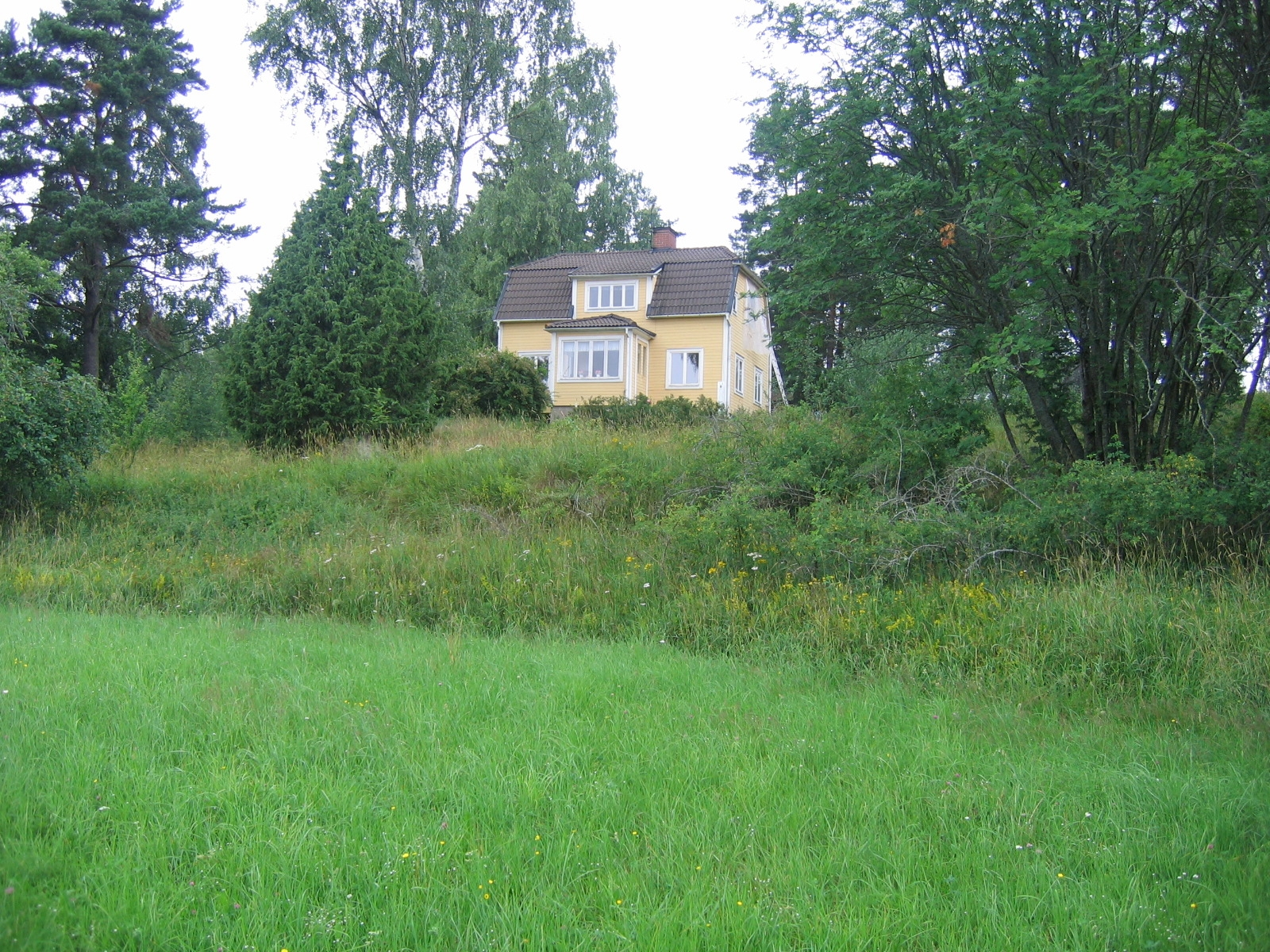
Vista panorámica de Risbyle.

Las piedras de Risbyle están identificadas en la Rundata como U 160 y U 161, grabadas en Nórdico antiguo de estilo futhark joven a principios del siglo XI por el vikingo y maestro cantero Ulf de Borresta (Báristaðir) quien recibió en tres ocasiones el danegeld (tributo) en Inglaterra y levantó la piedra rúnica de Orkesta U 336 emplazada en la misma región. Fueron erigidas en memoria de Ulf de Borresta por un familiar político en Skolhamarr (Skålhammar).
Una de las piedras, U 161, muestra una cruz patriarcal oriental lo que demuestra la influencia de la cultura bizantina en Suecia en aquel tiempo, gracias a los varegos que regresaban tras prestar servicio al Emperador bizantino en Constantinopla. La cruz es actualmente el escudo de armas del municipio de Täby. Ambas piedras son de estilo Pr1 y presentan un acusado perfil Ringerike.
El clan Skålhamra que encargó a Ulf de Borresta también tenían otras piedras levantadas en Arkils tingstad en las proximidades del lago, sumándose a la piedra rúnica U 100 levantada en una senda del bosque.

## U 160
Esta piedra se levantó en memoria de Ulfr de Skolhamarr por sus hijos Ulfke(ti)ll, Gýi and Un(n)i. Todas las fuentes consideran a Ulf de Borresta como maestro cantero.

### Inscripción

#### En caracteres latinos
ulfkitil * uk * kui uk + uni + þiR × litu * rhisa × stin þina * iftiR * ulf * faþur * sin * kuþan on * buki * i skul(o)bri * kuþ * ilbi * ons * at * uk * salu * uk * kusþ muþiR * li anum lus * uk baratis

#### En nórdico antiguo
Ulfkætill ok Gyi ok Uni/Unni þæiR letu ræisa stæin þenna æftiR Ulf, faður sinn goðan. Hann byggi i Skulhambri. Guð hialpi hans and ok salu ok Guðs moðiR, le hanum lius ok paradis.

#### En castellano
Ulfketill y Gýi y Uni/Unni, ellos levantaron esta piedra en memoria de Ulfr, su buen padre. Él vivió en Skolhamarr. Que Dios y la Madre de Dios guarden su espíritu y alma; le concedan luz y Paraíso.

## U 161
Esta piedra se levantó en memoria de Ulfr de Skolhamarr por un familiar político (por matrimonio), a petición de uno de los hijos de Ulfr, Ulfke(ti)ll. El diseño de la inscripción es muy similar a la piedra U 226 en Arkils tingstad a excepción de que se añadieron dos cruces en la zona donde aparecen dos serpientes.  

### Inscripción

#### En caracteres latinos
ulfR * iuk i barstam * iftiR * ulf * i skulobri * mak * sin * kuþan * ulfkil lit akua

#### En nórdico antiguo
UlfR hiogg i Baristam æftiR Ulf i Skulhambri, mag sinn goðan. Ulfkell let haggva.

#### En castellano
Ulfr de Borresta cortó (la piedra) en memoria de Ulfr en Skolhamarr, su buen familiar político (por matrimonio). Ulfkell (lo) había cortado.